# موراگا (کالیفرنیا)
موراگا (به انگلیسی: Moraga) شهری در شهرستان کنترا کوستا ایالت کالیفرنیا است که در سرشماری سال ۲۰۱۰ میلادی، ۱۶۰۱۶ نفر جمعیت داشته است.